# 投票遊戲
《投票遊戲》（日语：投票げぇむ あなたに黒き一票を）是在月刊BIG GANGAN2014年11月25日開始連載，由漫畫家たつひこ作畫，原作為ごぉ，編輯為CHIHIRO。

## 概要
新學期開始，在2年A班的全體同學，收到來自佐藤和人的郵件，他計畫發起一個班級人氣投票。雖然大家感到驚訝，但鷹山修介和2年A班的全體同學仍參與了這次人氣投票。規則是從班上的男同學或女同學中，隨機選出5人進行人氣投票，最終能選出"最受歡迎者"和最不受歡迎者。在第一回投票結束後，得票數最低的女生自殺，從此打開了投票遊戲的序幕。

## 主要登場人物
鷹山 修介（たかやま しゅうすけ）
本作的主人公。出席番號18號。去年轉入本校。只是一個不起眼的普通學生。在投票遊戲中不斷尋求同時讓大家得救的方法，同時也是「投票管理員」的嫌疑人之一。
隨著遊戲進行，漸漸喜歡上若葉。保護若葉的行為也越來越多。在第六次投票中為了保護若葉而企圖棄權成為替死鬼。在第八次投票中與若葉、留美子、麻里那發生性關係，同時得知與麻里那是雙胞胎兄妹關係。在第十次投票中為若葉獻出自己的眼球。在第十一次投票中棄權死亡。
大月 若葉（おおつき わかば）
本作女主角，出席番號6號。和佐藤和人是青梅竹馬的關係。個性開朗。喜歡修介。在投票遊戲中曾幾次違反規則陷入死亡的邊緣。
在第八次投票中與修介進行「性行為」 在第十一次投票最後選擇自殺。真正的身份是「投票管理員」。「在投票遊戲中曾幾次違反規則陷入死亡的邊緣。」也是知道規則之後，為了讓自己不被懷疑而故意演出来的。第十一次投票即將结束的时候，被修介發現其真實身分。之後被麻里那砍斷雙臂。最後拋棄了對修介的感情，用教室窗户的玻璃砍下了自己的頭後死亡。
山村 麻里那（やまむら まりな）
這學期来的轉學生。出席番號39號。 班里唯一一個穿着水手服的人。 對投票遊戲嗤之以鼻。稱其為「單純的籌碼遊戲」。非常沉著冷靜的進行著遊戲。隨身攜帶著一把小刀。 在第八次投票中與修介進行「性行為」 在第十一次投票中倖存。成為遊戲的倖存者。 一年後生下與修介的孩子。
真實身份是18年前的投票遊戲倖存者「山村麻里那」的女兒。與修介是雙胞胎兄妹關係。
佐藤 和人（さとう かずと）
大月若葉的青梅竹馬。出席番号14號。擁有全班所有同學的郵件地址。起初以「純粹為了加深班內的和睦」的目的發起和策劃了本次投票。
在第二次投票中得票0票最少，從樓頂墜樓身亡。
伊達 留美子（だて るみこ）
個性認真的人，但是性格也很差。出席番號19號。曾在班裡擔任班級委員。 起初認為「人氣投票」是對個人的霸凌。随着投票遊戲的進行，開始參與到遊戲中。
在第二次投票中唆使女生不要投給和人，導致第三次投票也沒人願意投給自己。很感谢在第三次投票中唯一一個给她投票的修介，並開始愛上修介。 在第八次投票中與修介進行「性行為」。在第九次投票中因為感情問題拒絕了修介的一票，車禍身亡。
利根川 慎二（とねがわ しんじ）
非常具有領導能力的人。出席番號22號。他認為在投票遊戲中的任何行為都要做好以犧牲為前提的準備。懷疑麻里那是「投票管理員」而設計殺死她。
在第六次投票中得票最少，死於心臟病。
村雨 將悟（むらさめ しょうご）
非常粗鲁的男性。出席番號37號。 曾經是棒球部部員。因強姦棒球部經理未遂被退部。在投票遊戲中用照片威脅兒玉梨乃與其發生「性關係」 。在第六次投票前破壞投票箱，企圖害死所有女生。
在第九次投票中被牧本優花刺死。死前用盡最後一口氣為梨乃投了一票。
兒玉 梨乃（こだま りの）
柔弱的女孩子，出席番號12號。因第三次投票中的照片被村雨威脅與其發生「性關係」。 在第七次投票中，被村雨唆使進行援交，為村雨賺取100萬日元。 在第九次投票中被守本敦告白。 在第十次投票中棄權死亡。

## 遊戲規則
- 2年A班內的男女生交互進行投票。
- 在存活的人中随機抽取5人成為候選人，讓異性進行投票。
- 得票數最少的人和投票給得票數最少的人都要接受懲罰。
- 如果有人棄權則第三點無效，棄權者接受懲罰。
- 候選人以及投票方式，將會定時發送至2年A班所有成員的郵箱中

## 單行本
投票げぇむ あなたに黒き一票を(1) 
         ISBN 978-4-7575-4652-3
         ISBN 978-4-7575-4777-3

## 外部連結
- 月刊ビッグガンガン内公式サイト （页面存档备份，存于）
- 投票げぇむ あなたに黒き一票を （页面存档备份，存于）